# Jordan King (baloncestista)
Jordan King (nacido en Albany, Nueva York, el 2 de marzo de 2001) es un jugador de baloncesto estadounidense que mide 1,85 metros y puede alternar las posiciones de base y escolta. Actualmente pertenece a la plantilla del Club Baloncesto Lucentum Alicante de la Liga LEB Oro.

## Trayectoria
King es un escolta formado en el Christian Brothers Academy de su ciudad natal, antes de ingresar en 2019 en la Siena College, situada también en Albany, donde jugaría durante dos temporadas en la NCAA con los Siena Saints, desde 2019 a 2021.
En 2021, ingresa en la Universidad Estatal de Tennessee Oriental, situada en Johnson City, Tennessee, donde jugaría durante dos temporadas la NCAA con los East Tennessee State Buccaneers, desde 2021 a 2023.
En la temporada 2023-24, disputa su último año universitario en la Universidad de Richmond, situada en Richmond (Virginia), donde disputaría la NCAA con los Richmond Spiders.
El 2 de agosto de 2024, firma por el Club Baloncesto Lucentum Alicante de la Liga LEB Oro.